# Крыловский (Дмитровский район)
Крыло́вский — посёлок в Дмитровском районе Орловской области. Входит в состав Друженского сельского поселения.

## География
Расположен в 9 км к северо-востоку от Дмитровска. Высота населённого пункта над уровнем моря — 233 м. К северу от посёлка находится урочище Черемошон, к северо-востоку — урочище Меряц.

## История
В 1926 году в посёлке было 23 двора, проживало 132 человека (71 мужского пола и 61 женского). В то время Крыловский входил в состав Друженского сельсовета Волконской волости Дмитровского уезда. С 1928 года в составе Дмитровского района. После упразднения Друженского сельсовета Крыловский вошёл в состав Рублинского сельсовета. В 1937 году в посёлке было 25 дворов. Во время Великой Отечественной войны, с октября 1941 года по август 1943 года, находился в зоне немецко-фашистской оккупации. После упразднения Рублинского сельсовета посёлок вошёл в состав Друженского сельсовета.

## Население
| Годы      | 1926 | 1981 | 2002 | 2010 |
| --------- | ---- | ---- | ---- | ---- |
| Население | 132  | ≈10  | 8    | ↘1   |